# Münster Monster Mastership

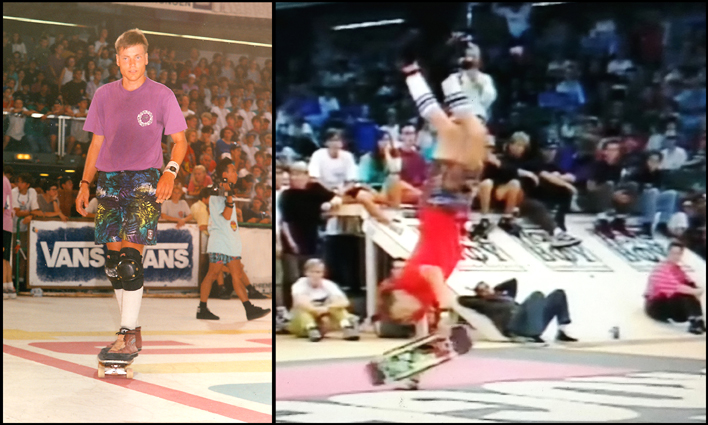
Guenter Mokulys (1. Platz, Freestyle Pro) bei den Münster Monster Masterships 1991

Der Münster Monster Mastership, von 1999 bis 2005 Monster Mastership genannt, war ein Skateboarding-Wettbewerb und von 1990 bis 2005 die offizielle Skateboard-Weltmeisterschaft in Münster, Deutschland. Angetreten wurde in den Disziplinen Freestyle, Rollerskates, Slalom und Halfpipe, ab 1988 kam Streetstyle dazu. Der Wettbewerb wurde bis 2002 von Sport Marketing & Organisations GmbH veranstaltet und ab 2003 von titus communications GmbH.

## Geschichte
Die Veranstaltung wurde vom Münsteraner Skateboard-Unternehmer Titus Dittmann ins Leben gerufen und fand 1981 zum ersten Mal statt.
Mitte der 80er Jahre erlebte das Skateboarden in Europa einen Boom, der die Popularität des Sports weiter steigerte. 1986 wurde Streetstyle als Disziplin hinzugefügt. 1987 fand in der Münsteraner Eissporthalle der 6. Münster Monster Mastership mit dem Titel der Europameisterschaft statt. Zu diesem Zeitpunkt waren die US-Profis bereits auf den Wettbewerb aufmerksam geworden, und er wurde schnell so populär, dass er zu einem der wichtigsten Skateboarding-Events weltweit wurde. Durch die erste Teilnahme eines US-Skaters, Adrian Demain, erlangte der Wettbewerb internationale Relevanz. Der Münster Monster Mastership wurde zum ersten europäischen Pro-Amateur-Contest und zählt unter anderem Top US-Profiskateboarder wie Steve Caballero, Lance Mountain oder Rob Roskop zu seinen Teilnehmern.
1989 wurde der Münster Monster Mastership zum ersten Weltcup in Europa und fand von da an in der Halle Münsterland statt. Teilnehmer waren unter anderem Christian Hosoi, Mark Anthony „Gator“ Rogowski und Claus Grabke. Hierfür wurde der Bau des Skateparks Berg Fidel in Münster beauftragt, der gerade noch rechtzeitig zum Skateboard-Weltcup fertiggestellt wurde. Der neue Park verfügte über eine integrierte Bowl und einen Snake-Run, was für die meisten Skater damals komplett neu war. Von da an erlangte die Region Westfalen in Deutschland einen weltweiten Ruf im Skateboarding. Zum 8. Münster Monster Mastership 1989 traten 270 Skater aus 26 Nationen an, anwesend waren 25.000 Zuschauer.
1990 wurde der Wettbewerb zur offiziellen Weltmeisterschaft im Skateboarden. Er wurde in der Arena in Dortmund Keuninghaus abgehalten.
1995 wurde als Teil des Sicherheitskonzepts die „Monster Rocknight“ eingeführt. In den kommenden Jahren gaben Bands wie die H-Blockx, Kid Rock, Motörhead, Henry Rollins, The Action, Donots oder Mando Diao Konzerte bei dem Event.
Nachdem der Münster Monster Mastership 17 Jahre lang in Münster abgehalten wurde, zog er 1999 in die Dortmunder Westfalenhallen um, wo er bis 2005 unter dem Namen „Monster Mastership“ vor bis zu 25.000 Besuchern stattfand.
2001, zum 20-jährigen Jubiläum, skateten 150 Profiskater aus 30 Nationen um Preisgelder von insgesamt 150.000 US-Dollar. Für die „Starskater“ der Sportart gab es erstmals den „Legends-Contest“ in der Halfpipe. Weltbekannte Skater wie Steve Caballero, Jim Gray, Chris Borst, Lance Mountain, Mike Vallely, Kevin Staab, Eddie Reategui, Dave Duncan, Tony Magnusson aus den USA sowie die Deutschen Anders Pulpanek und Bernt Jahnel traten in dieser Disziplin an.
2004 gab es zum ersten Mal den „Ladies Street Jam“ als Kategorie.
2005 fand der Wettbewerb in der Halle Münsterland unter dem ursprünglichen Namen Münster Monster Mastership zum letzten Mal statt.
Der Münster Monster Mastership 2006 musste aufgrund mangelnder Sponsoren sowie der Fußball-WM in Deutschland abgesagt werden. Da Timo Birth, der bis dahin das Booking für die „Monster Rocknight“ übernommen hatte, bereits einigen Bands zugesagt hatte, entschied er sich, gemeinsam mit Dittmann die Monster Rocknight Open Air auf einem Parkplatz der Halle Münsterland unter dem Namen „Vainstream Rockfest“ zu veranstalten.
Zum 100-jährigen Bestehen der Halle Münsterland wurde für das Jahr 2026 ein Showcase in der Halfpipe als Spin-Off der Münster Monster Masterships angekündigt.

## Ergebnisse
Quelle:

### 1982
- 1. Platz, Skateboard senior: Claus Grabke (GER)
- 1. Platz, Skateboard junior: Uli Niewöhner (GER)
- 1. Platz, Rollerskates senior: Martin Broich  (GER)
- 1. Platz, Rollerskates junior: Thomas Kalak (GER)

### 1983
- 1. Platz, Skateboard senior: Claus Grabke (GER)
- 1. Platz, Skateboard junior: Ralf Middendorf (GER)
- 1. Platz, Rollerskates: Thomas Kalak (GER)

### 1984
- 1. Platz, Halfpipe A: Claus Grabke (GER)
- 1. Platz, Halfpipe B: Florian Böhm (GER)
- 1. Platz, Rollerskates: Thomas Kalak (GER)
- 1. Platz, Freestyle: Christian Seewaldt (GER)

### 1985
- 1. Platz, Halfpipe A: Claus Grabke (GER) / Nicky Guerrero (DNK)
- 1. Platz, Halfpipe B: Matthias Zingeler (GER)
- 1. Platz, Rollerskates: Helge Tscham (GER)
- 1. Platz, Freestyle: Shane Rouse (GBR)

### 1986
- 1. Platz, Halfpipe A: Nicky Guerrero (DNK)
- 1. Platz, Halfpipe B: Ralf Huebers (GER)
- 1. Platz, Rollerskates: Helge Tscham (GER)
- 1. Platz, Freestyle: Guenter Mokulys (GER)
- 1. Platz, Streetstyle: Adrian Demain (USA)

### 1987
| Disziplin           | Gold                   | Silber                | Bronze                      |
| ------------------- | ---------------------- | --------------------- | --------------------------- |
| Halfpipe Pro        | Steve Caballero (USA)  | Lance Mountain (USA)  | Nicky Guerrero (DNK)        |
| Halfpipe Amateur    | Anders Pulpanek (GER)  | Donny Myhre (USA)     | Hans Puttis Jacobsson (SWE) |
| Rollerskates        | Brian Wainwright (USA) | Jimi Scott (USA)      | Thomas Kalak (GER)          |
| Freestyle Pro       | Jean-Marc V7 (FRA)     | Shane Rouse (GBR)     | Reggie Barnes (USA)         |
| Freestyle Amateur   | Guenter Mokulys (GER)  | Giorgio Contati (ITA) | José de Matos (FRA)         |
| Streetstyle Pro     | Steve Caballero (USA)  | Lance Mountain (USA)  | Nicky Guerrero (DNK)        |
| Streetstyle Amateur | Sören Greve (DNK)      | Anders Pulpanek (GER) | Sam Myhre (USA)             |
| Slalom              | Mike Ernst (GER)       | Jani Söderhall (SWE)  | Alexander Lutz (GER)        |

### 1988
| Disziplin           | Gold                           | Silber                 | Bronze                |
| ------------------- | ------------------------------ | ---------------------- | --------------------- |
| Halfpipe Pro        | Christian Hosoi (USA)          | Steve Caballero (USA)  | Jason Jessee (USA)    |
| Halfpipe Amateur    | Jeff Hedges (USA)              | Anders Pulpanek (GER)  | Martin v. Doren (GER) |
| Rollerskates        | Brian Wainwright (USA)         | Jimi Scott (USA)       | Thomas Kalanek (GER)  |
| Freestyle Pro       | Pierre André Senizergues (FRA) | Jean Marc V7 (FRA)     | Don Brown (GBR)       |
| Freestyle Amateur   | Denis Terras (FRA)             | Stefan Johansson (SWE) | Ruedi Matter (CHE)    |
| Streetstyle Pro     | Steve Caballero (USA)          | Christian Hosoi (USA)  | Tommy Guerrero (USA)  |
| Streetstyle Amateur | Jeff Hedges (USA)              | Sam Myhre (USA)        | Sören Greve (DNK)     |

### 1989
| Disziplin           | Gold                   | Silber                         | Bronze                |
| ------------------- | ---------------------- | ------------------------------ | --------------------- |
| Halfpipe Pro        | Tony Hawk (USA)        | Tony Magnusson (USA)           | Jeff Kendall (USA)    |
| Halfpipe Amateur    | Marc Saito (USA)       | Ryan Monihan (USA)             | Sören Aaby (DNK)      |
| Rollerskates        | Brian Wainwright (USA) | Jimi Scott (USA)               | Thomas Kalak (GER)    |
| Freestyle Pro       | Don Brown (USA)        | Pierre André Senizergues (FRA) | Guenter Mokulys (GER) |
| Freestyle Amateur   | Sean Coons (USA)       | Jörg Finger (GER)              | Denis Terras (FRA)    |
| Streetstyle Pro     | Lance Mountain (USA)   | Tony Hawk (USA)                | Ray Barbee (USA)      |
| Streetstyle Amateur | Jan Waage (GER)        | Clyde Semmoh (NLD)             | Yves Tacho (BRA)      |
| Slalom              | Paolo Gatti (ITA)      | Jani Söderhall (SWE)           | Luca Giammarco (ITA)  |

### 1990
| Disziplin       | Gold                  | Silber                         | Bronze              |
| --------------- | --------------------- | ------------------------------ | ------------------- |
| Halfpipe Pro    | Bod Boyle (GBR)       | Chris Miller (USA)             | Danny Way (USA)     |
| Rollerskates    | Marcos Longares (ESP) | Jason Tubb (GBR)               | Arne Langguth (GER) |
| Freestyle Pro   | Rodney Mullen (USA)   | Pierre André Senizergues (FRA) | Don Brown (USA)     |
| Streetstyle Pro | Ed Templeton (USA)    | Eric Dressen (USA)             | Danny Way (USA)     |

### 1991
| Disziplin     | Gold                   | Silber              | Bronze                |
| ------------- | ---------------------- | ------------------- | --------------------- |
| Halfpipe Pro  | Tony Hawk (USA)        | Chris Miller (USA)  | Steve Caballero (USA) |
| Rollerskates  | Brian Wainwright (USA) | René Hulgreen (DNK) | Marcos Longares (ESP) |
| Freestyle Pro | Guenter Mokulys (GER)  | Don Brown (USA)     | Jean Marc V7 (FRA)    |
| Streetstyle   | Tony Hawk (USA)        | Alan Peterson (USA) | Jason Rogers (USA)    |

### 1992
| Disziplin       | Gold                  | Silber              | Bronze                   |
| --------------- | --------------------- | ------------------- | ------------------------ |
| Halfpipe Pro    | Rune Glifberg (DNK)   | Bod Boyle (GBR)     | Paul Robson (GBR)        |
| Freestyle Pro   | Guenter Mokulys (GER) | Jörg Finger (GER)   | Christian Seewaldt (GER) |
| Streetstyle Pro | Sami Harithi (GER)    | Mike Manzoori (GBR) | Dirk Winkelmann (NLD)    |

### 1993
| Disziplin       | Gold               | Silber             | Bronze              |
| --------------- | ------------------ | ------------------ | ------------------- |
| Halfpipe Pro    | Tony Hawk (USA)    | Mike Frazier (USA) | Rune Glifberg (DNK) |
| Streetstyle Pro | Ed Templeton (USA) | Tony Hawk (USA)    | Pat Duffy (USA)     |

### 1994
| Disziplin       | Gold               | Silber             | Bronze               |
| --------------- | ------------------ | ------------------ | -------------------- |
| Halfpipe Pro    | Mike Frazier (USA) | Neal Hendrix (USA) | Andy MacDonald (USA) |
| Streetstyle Pro | Ethan Fowler (USA) | Wade Speyer (USA)  | Ed Templeton (USA)   |

### 1995
| Disziplin       | Gold                  | Silber             | Bronze             |
| --------------- | --------------------- | ------------------ | ------------------ |
| Halfpipe Pro    | Rodrigo Menezes (BRA) | Colin McKay (CAN)  | Mike Frazier (USA) |
| Streetstyle Pro | Chris Senn (USA)      | Ed Templeton (USA) | Mako Urabe (USA)   |

### 1996
| Disziplin       | Gold               | Silber            | Bronze             |
| --------------- | ------------------ | ----------------- | ------------------ |
| Halfpipe Pro    | Oli Burgin (CHE)   | Fabio Fusco (GER) | Bernt Jahnel (GER) |
| Streetstyle Pro | Ruben Raibal (ESP) | Fabio Fusco (GER) | Tim Liebthal (GER) |

### 1997
| Disziplin       | Gold                 | Silber              | Bronze             |
| --------------- | -------------------- | ------------------- | ------------------ |
| Halfpipe Pro    | Andy MacDonald (USA) | Bob Burnquist (BRA) | Chris Gentry (USA) |
| Streetstyle Pro | Willy Santos (USA)   | Chris Senn (USA)    | Donny Barley (USA) |

### 1998
| Disziplin       | Gold                 | Silber              | Bronze                  |
| --------------- | -------------------- | ------------------- | ----------------------- |
| Halfpipe Pro    | Tony Hawk (USA)      | Bob Burnquist (BRA) | Mathias Ringström (SWE) |
| Streetstyle Pro | Brian Anderson (USA) | Arto Saari (FIN)    | Chris Senn (USA)        |

### 1999
| Disziplin       | Gold                 | Silber             | Bronze                |
| --------------- | -------------------- | ------------------ | --------------------- |
| Halfpipe Pro    | Bucky Lasek (USA)    | Tas Pappas (AUS)   | Andy MacDonald (USA)  |
| Streetstyle Pro | Brian Anderson (USA) | Rick McCrank (USA) | Andrew Reynolds (USA) |

### 2000
| Disziplin       | Gold                | Silber                 | Bronze              |
| --------------- | ------------------- | ---------------------- | ------------------- |
| Halfpipe Pro    | Bob Burnquist (BRA) | Piere Luc Gagnon (CAN) | Rune Glifberg (DNK) |
| Streetstyle Pro | Eric Koston (USA)   | Ryan Johnson (PRI)     | Rick McCrank (CAN)  |

### 2001
| Disziplin        | Gold                    | Silber                 | Bronze                  |
| ---------------- | ----------------------- | ---------------------- | ----------------------- |
| Halfpipe Pro     | Rune Glifberg (DNK)     | Sandro Dias (BRA)      | Matt Dove (USA)         |
| Streetstyle Pro  | Bastien Salabanzi (FRA) | Rodil Araujo Jr. (BRA) | Rick McCrank (CAN)      |
| Legends Vert Jam | Tony Magnussen (USA)    | Steve Caballero (USA)  | Sean Goff (ENG)         |
| Highest Air      | Lincoln Ueda (BRA)      | Sandro Dias (BRA)      | Christiano Mateus (BRA) |

### 2002
| Disziplin        | Gold                    | Silber                 | Bronze                 |
| ---------------- | ----------------------- | ---------------------- | ---------------------- |
| Halfpipe Pro     | Pierre-Luc Gagnon (FRA) | Rune Glifberg (DNK)    | Andy MacDonald (USA)   |
| Streetstyle Pro  | Bastien Salabanzi (FRA) | Chris Senn (USA)       | Rodil Araujo Jr. (BRA) |
| Legends Vert Jam | Tony Magnussen (USA)    | Chris Borst (USA)      | Steve Caballero (USA)  |
| Highest Air      | Andy MacDonald (USA)    | Jürgen Horrwarth (BRD) | Terence Bougdour (BRA) |

### 2003
| Disziplin        | Gold                    | Silber               | Bronze                      |
| ---------------- | ----------------------- | -------------------- | --------------------------- |
| Halfpipe Pro     | Pierre-Luc Gagnon (FRA) | Rune Glifberg (DNK)  | Andy MacDonald (USA)        |
| Streetstyle Pro  | Greg Lutzka (USA)       | Allan Mesquita (BRA) | Colt Cannon (ZSA)           |
| Legends Vert Jam | Tony Magnusson (USA)    | Nicky Guerrero (DNK) | Sergio Negao De Paula (BRA) |
| Highest Air      | Sandro Dias (BRA)       | -                    | -                           |

### 2004
| Disziplin         | Gold                    | Silber                    | Bronze                    |
| ----------------- | ----------------------- | ------------------------- | ------------------------- |
| Halfpipe Pro      | Andy Macdonald (USA)    | Mike Crum (USA)           | Neal Hendrix (USA)        |
| Streetstyle Pro   | Bastien Salabanzi (FRA) | Daniel Vieira (BRA)       | Rodil Junior (BRA)        |
| Legends Vert Jam  | Tony Magnusson (USA)    | Sergio De Fortunato (BRA) | Nicky Guerrero (DNK)      |
| Ladies Street Jam | Vanessa Torres (USA)    | Lauren Perkins (USA)      | Lyn-Z Adams Hawkins (USA) |
| The „Loop“        | Chris Senn (USA)        | -                         | -                         |
| 900 Degrees       | Sandro Dias (BRA)       | -                         | -                         |

### 2005
| Disziplin    | Gold                 | Silber                  | Bronze                     |
| ------------ | -------------------- | ----------------------- | -------------------------- |
| Street       | Daniel Vieira (BRA)  | Ricardo Oliveira (BRA)  | Ryan Sheckler (USA)        |
| Vert         | Sandro Dias (BRA)    | Mathias Ringstrom (SWE) | Cristiano Mateus (BRA)     |
| Girls Street | Elissa Steamer (USA) | Vanessa Torres (USA)    | Evelien Bouilliart (BEL)   |
| Girls Vert   | Karen Jones (BRA)    | Tina Neff (GER)         | Rebecca Aimee Davies (GBR) |